# Marianna Fontana
Marianna Fontana (Maddaloni, 24 aprile 1997) è un'attrice italiana.

## Biografia
Marianna Fontana a 16 anni ha vinto una borsa di studio per la scuola cinematografica “La Ribalta” di Napoli, dove vive e oggi frequenta il Conservatorio di musica. Ha ricoperto il ruolo di Daisy, nel film Indivisibili del 2016, di Edoardo De Angelis, mentre sua sorella gemella Angela Fontana era Viola. Le due sorelle sono state entrambe candidate al David di Donatello e al Globo d'oro come miglior attrice, nel 2017. Sempre per Indivisibili hanno vinto il Premio Guglielmo Biraghi e il David di Donatello per la migliore canzone originale. Il film Indivisibili nel 2016 è approdato alle "Giornate degli Autori", della 73ª Mostra internazionale d'arte cinematografica di Venezia, quindi al Toronto International Film Festival 2016, nella sezione "Contemporary World Cinema" e al BFI London Film Festival 2016.
Nel film Capri-Revolution, del 2018 - diretto e co-sceneggiato da Mario Martone e presentato in concorso alla 75ª Mostra internazionale d'arte cinematografica di Venezia (2018), ha ricoperto il ruolo da protagonista, interpretando Lucia, una giovane e analfabeta pastorella di capre che, sull'Isola di Capri, intorno al 1914, viene in contatto con un gruppo di artisti stranieri visionari che vivono in una comune, praticando il nudismo, nutrendosi unicamente di vegetali e cercando in tal modo di recuperare una primitiva innocenza e felicità. Il film trae spunto dalla comune che fu realizzata a Capri, a inizio Novecento, da un gruppo di artisti d'Oltralpe ribelli, uomini e donne, con a capo Karl Wilhelm Diefenbach, personaggio onirico e pittore surrealista. Lucia, che è oppressa dal maschilismo familiare trova, attraverso il contatto con questi suoi nuovi amici, i motivi del suo riscatto.
Nel 2020 interpreta Ilia, una delle protagoniste della serie televisiva Romulus, ideata da Matteo Rovere e diretta da lui insieme a Michele Alhaique e Enrico Maria Artale.

## Filmografia

### Cinema
- Perez., regia di Edoardo De Angelis (2014)
- Vieni a vivere a Napoli, regia di Edoardo De Angelis - episodio'' Magnifico Shock'' (2016)
- Indivisibili, regia di Edoardo De Angelis (2016)
- Capri-Revolution, regia di Mario Martone (2018)
- I fratelli De Filippo, regia di Sergio Rubini (2021)
- Napoli magica, regia di Marco D'Amore (2022)
- Double Soul, regia di Valerio Esposito (2023)
- L'ultima volta che siamo stati bambini, regia di Claudio Bisio (2023)
- La seconda vita, regia di Vito Palmieri (2024)
- Criature, regia di Cécile Allegra (2024)
- Luce, regia di Silvia Luzi e Luca Bellino (2025)

### Televisione
- Romulus – serie TV, 18 episodi (2020-2022)
- Carosello Carosone, regia di Lucio Pellegrini - film TV (2021)
- Donne di Calabria, regia di Maria Tilli - docu-serie TV (2022)
- 4 giorni per la libertà: Napoli 1943, regia di Massimo Ferreri  - docufilm TV (2023)

## Discografia
- 2016. Abbi pietà di noi (con la sorella Angela Fontana) nell'album Lotto infinito del cantautore e musicista Enzo Avitabile

## Premi e riconoscimenti
- David di Donatello
  - 2017 - Candidatura come Miglior attrice protagonista per Indivisibili
  - 2017 - Miglior canzone originale (Abbi pietà di noi) per Indivisibili
  - 2019 - Candidatura come Miglior attrice protagonista per Capri-Revolution
- Nastro d'argento
  - 2017 - Premio Guglielmo Biraghi per Indivisibili
  - 2019 - Candidatura come Migliore attrice protagonista per Capri-Revolution
  - 2025 - Candidatura come Miglior attrice protagonista per Luce
- Globo d'oro
  - 2017 - Candidatura come Miglior attrice per Indivisibili
- Ciak d'oro
  - 2017 - Premio Colpo di fulmine per Indivisibili
  - 2019 - Migliore attrice protagonista per Capri-Revolution[8]